# Carrizal de Ingenio
Carrizal de Ingenio, conocido también simplemente como Carrizal o El Carrizal, es una localidad española del término municipal de Ingenio, en el sureste de la isla de Gran Canaria, comunidad autónoma de Canarias. En 2019 contaba con 13 403 habitantes.

## Historia
Debe su nombre a las extensas plantaciones de carrizos o carrizales (planta forrajera) que crecían en la orilla del barranco de Guayadeque y se extendía por toda la parte baja del valle donde se asienta el barrio.
Arquitectónicamente destaca la Iglesia de Nuestra Señora del Buen Suceso que data del año 1907, construida sobre una primitiva ermita de 1658. Ha habido tres imágenes de la Virgen del Buen Suceso en El Carrizal: la primera, la que fue hallada en la playa del Burrero tuvo que sustituirse por otra debido a su pequeño tamaño y por encontrarse algo deformada; la segunda era una cabeza y manos provenientes de Génova que fueron incluidas en un cuerpo de candelero para vestir (esta imagen tuvo que ser restaurada por encontrarse deteriorada por la polilla); y la tercera talla fue realizada por José Paz Vélez en 1971 y se encuentra en las dependencias parroquiales.
Otro edificio destacado de la población es la llamada "Casa Huerta del Carrizal", más conocida como "Casa del Obispo", la cual es una de las viviendas tradicionales más antiguas de la isla de Gran Canaria.
En 1907 nació en Carrizal Fray Tomás Morales y Morales, quién fue martirizado en Almería en 1936. Fue beatificado el 18 de junio de 2022 en Sevilla, convirtiéndose en el segundo beato originario de Gran Canaria, tras Sor Lorenza Díaz Bolaños nacida en el municipio de Santa María de Guía.

## Fiestas

### Fiestas de Nuestra Señora del Buen Suceso y San Roque
Cada año en el mes de agosto se celebran las Fiestas Patronales en honor de Nuestra Señora del Buen Suceso y San Roque, incluyéndose también la celebración de San Haragán en la zona del Burrero. El día principal es el 15 de agosto, día de la Virgen del Buen Suceso. Durante las fiestas se efectúan actos religiosos, actividades deportivas, incluyendo exhibición de deportes autóctonos y también ferias de ganado.
Entre los principales actos religiosos destaca la Romería de la Virgen del Buen Suceso el día 14, en la cual la Virgen recibe las ofrendas en la puerta de su iglesia. Al día siguiente se celebra el día grande con la solemne eucaristía y posterior procesión de la imagen de la Virgen y San Roque por las calles del barrio. Los actos religiosos terminan el 16 por la tarde con la eucaristía y procesión de San Roque.

### Carnavales
Desde 1982 se celebran en Carrizal el Carnaval, suele ser unos de los últimos de la isla y normalmente se celebra en marzo, destacan por su Cabalgata del Carnaval muy concurrente, donde los colectivos y mascaritas hacen gala de sus disfraces y originalidad, terminando esta en la Playa del Burrero, donde se procede a la quema de la sardina y se le acompaña con un espectáculo de pirotecnia marina y aérea.

### Otros actos
Otras celebraciones religiosas en el barrio son:
- Semana Santa: Se celebran las procesiones de la Entrada de Jesús en Jerusalén (Domingo de Ramos) y del Santo Entierro el Viernes Santo con las imágenes de San Juan Evangelista y el trono del Señor Difunto con la Virgen de los Dolores.[6]
- Festividad de San Isidro Labrador: Se celebra durante el mes de mayo, el domingo posterior al día 15 se realiza la romería y el tradicional pase de animales frente a la imagen del Santo situada a las puertas del templo.[7]